# Järpås
Järpås – miejscowość (tätort) w Szwecji, w regionie administracyjnym (län) Västra Götaland, w gminie Lidköping.
Według danych Szwedzkiego Urzędu Statystycznego liczba ludności wyniosła: 789 (31 grudnia 2015), 820 (31 grudnia 2018) i 820 (31 grudnia 2019).